# Bernard Francis Law
Bernard Francis Law, ameriški rimskokatoliški duhovnik, škof in kardinal, * 4. november 1931, Torreón, Mehika, † 20. december 2017, Rim.

## Življenjepis
21. maja 1961 je prejel duhovniško posvečenje.
22. oktobra 1973 je bil imenovan za škofa Springfielda-Cape Girardeau; 5. decembra istega leta je prejel škofovsko posvečenje.
11. januarja 1984 je bil imenovan za nadškofa Bostona in 23. marca istega leta je bil ustoličen. S tega položaja je odstopil 13. decembra 2002.
25. maja 1985 je bil povzdignjen v kardinala in imenovan za kardinal-duhovnika S. Susanna.
27. maja 2004 je postal uradnik Rimske kurije.